# DivX

Логотип DivX

DivX — відеокодек стандарту MPEG-4 Part 2; MPEG-4 part 10 (MPEG-4 AVC, H.264), HEVC (H.265) - технологія відеозапису та пакет програм на її основі, що дозволяють створювати та переглядати медіа файли з високим ступенем стиснення.

## Історія
Перша версія кодека DivX;) 3.11 Alpha з'явилася в листопаді 1999 року як результат патчу (зняті обмеження на бітрейт та контейнер) відеокодеку фірми Microsoft (MP43c32.dll) французьким хакером, відомим як Gej (Jérôme Rota).
Смайлик у назві ("DivX;-)") з'явився не випадково. На той час американська компанія Circuit City намагалася просувати на ринку відеосистеми Digital Video Express (DIVX) на основі Pay-per-View (оплата за перегляд). Бізнес-ідея - продаж фільмів на компакт-дисках, вартість яких була б невисока, але для повторного перегляду необхідно було вносити плату. Тоді зламати систему захисту Digital Video Express було метою багатьох американських хакерів. До того, як їм вдалося це зробити, DivX зникла з ринку з економічних міркувань, а французькі програмісти MaxMorice і Жером «Gej» Рота увічнили її в назві нового формату.
У січні 2000 року було створено наступну версію DivX - 3.22 або 3.11 VKI (Variable Keyframe Interval). У ній були покращені алгоритми декодування та надійність. 
У травні на світ з'являється компанія DivX Networks, яку заснував Gej разом із колишнім директором MP3.COM Джорданом Грінхоллом та Джо Бездеком (у 2005 р. компанія буде перейменована в DivX, Inc.) і розташується в Сан-Дієго, штат Каліфорнія). 
У липні DivX Networks запускає проєкт Majo, у рамках якого у січні 2001 р. з'являється OpenDivX. OpenDivX несумісний з 3.11 та не має з ним нічого спільного, крім назви. 
У липні 2000 року DivX Networks запускає проєкт Mayo, в рамках якого в січні 2001 р. з'являється OpenDivX (Open Source), метою якого була розробка кодека без запозичень із коду Microsoft, щоб уникнути можливих юридичних проблем. OpenDivX несумісний з 3.11 та не має з ним нічого спільного, крім назви. Розробники проєкт DivX стикалися зі звинуваченнями, що їх проєкт сприяє комп'ютерному піратству, формат був ідеальним рішенням для запису піратських дисків DVD, дозволяючи успішно вирішувати найскладніше завдання стиснення інформації DVD об'ємом 4,7 Гбайт до 650 Мбайт при розміщенні її на диску CD-ROM.  
У квітні 2001 року один із розробників «Sparky» розпочав створення нового високопродуктивного алгоритму кодера — «encore2». У липні, коли «encore2» було завершено, код видалено з загальнодоступного репозиторію. Трохи пізніше, у липні 2001 р., DivX Networks випускають DivX 4.0, створений на основі коду encore2, і повністю заморожують розвиток Mayo (opendivx). В результаті протистояння розробників і DivX Networks в липні 2001 р. opendivx (з encore2) був виділений в окремий продукт Xvid (надалі код OpenDivX буде замінений і Xvid стане доступний під ліцензією GNU).
У грудні 2001 року відбувся реліз Divx 4.12. У ньому усунуто баги, а також несумісності з хаком та попередніми релізами. До версії 4.12 усі попередні версії кодека були гіршими, ніж «DivX;-) 3.11».
У Divx 4.* з'явилося двопрохідне кодування та кодування з постійним параметром квантизації.
У березні 2002 р. випущено DivX 5.0 – перша комерціалізована версія. Безкоштовний базовий варіант (Divx free) створює відеопотік, що відповідає сертифікованій ISO-версії формату MPEG-4, у той час як у комерційній та Adware версії (Divx Pro) доступні GMC (глобальна компенсація руху) (англ. [англ.]), B-Кадри (кадри, закодовані з опорою на два кадри, B = руху, Q = 1/4). Відео, закодоване з GMC та QPel, відтворювалося не на всіх побутових плеєрах.
Влітку 2003 року DivX Networks оголосила про вихід кодека 5.1, який завдяки реалізованій технології оцінки візуальних кадрів дозволяє при менших бітрейтах отримувати кращі результати, ніж під час використання попередніх версій.
У вересні 2004 року кодек DivX став повністю функціональним, випустивши версію 5.2.1.
DivX версії 6 приніс наступні зміни: DivX 6 (червень 2005) - новий контейнер DivX Media Format (з розширенням .divx); DivX 6.1 (грудень 2006) - підтримка багатопроцесорності; DivX 6.4 (грудень 2007) - підтримка кодування в 1080p, швидкий перший прохід; DivX 6.8.2 (квітень 2008) - користувальницькі матриці квантування. Остання версія ASP-кодеку (DivX 6.9.2) випущена у лютому 2010 року.
У січні 2009 року випущено DivX 7 з відеокодером стандарту H.264 (AVC) та контейнером MKV.
У вересні 2013 року випущено DivX 10 з відеокодером стандарту H.265 (HEVC).
У березні 2024 році випущен  DivX 11 з покращеною якістю конвертації та відтворення
У квітні 2025 року випущен DivX Software 11.12 Windows and Mac.

## Склад пакета
DivX Plus PlayerБезкоштовна версія програвача для відтворення файлів у форматах DivX, AVI, MKV, MP4, MOV з функцією DivX To Go (швидке перенесення відео з комп'ютера на різні пристрої, що підтримують DivX (DVD-плеєри, телевізори, ігрові консолі тощо)).
DivX Plus Codec PackБезкоштовний набір кодеків для відтворення DivX і MKV файлів в будь-якому програвачі.
DivX Plus Web PlayerПрограма для програвання потокових DivX, AVI і MKV файлів, інтегрується в популярні браузери.
DivX Plus ConverterКонвертер відео (15-ті денна пробна версія).

## Апаратні плеєри
Наприкінці жовтня 2002 року компанією KISS Technology був представлений перший побутовий апаратний плеєр DVD з підтримкою стандарту DivX
З'явились також різні приставки, (після 2020 року) на базі OS Android які могли підтримувати та програвати відео та аудіо - наприклад, inext TV5 – ТВ приставка на платформі Android 10, підтримує роздільну здатність 4K і кодеки H.264, H.265. 